# NGC 6321
NGC 6321 (również PGC 59900 lub UGC 10768) – galaktyka spiralna z poprzeczką (SBbc), znajdująca się w gwiazdozbiorze Herkulesa. Odkrył ją Édouard Jean-Marie Stephan 14 lipca 1871 roku.